# Rupert von Ottobeuren

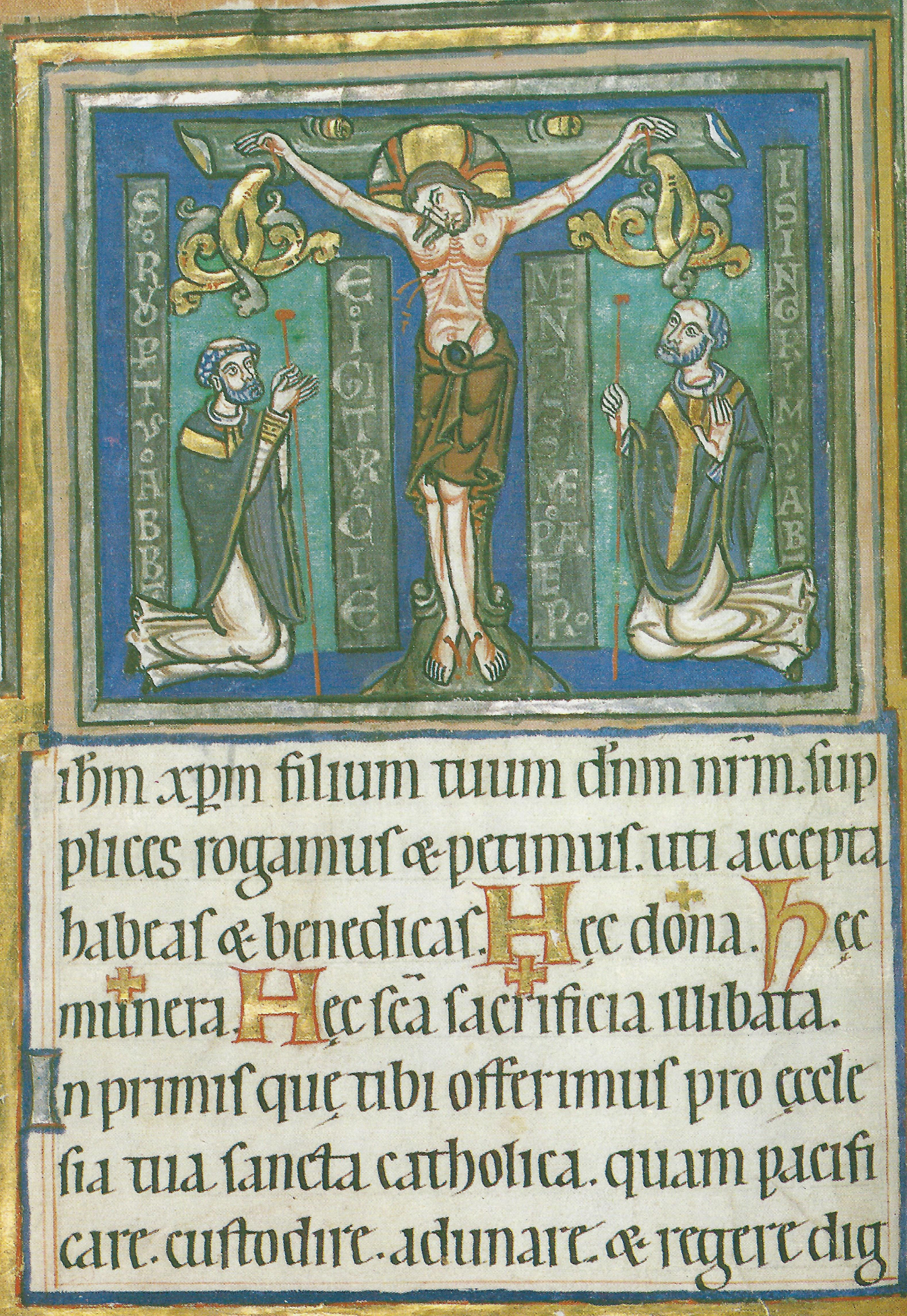
Darstellung der Äbte Rupert und Isingrim, 12. Jahrhundert

Rupert von Ottobeuren († 15. August 1145) war Prior im Kloster St. Georgen im Schwarzwald, ab 1102 Abt von Ottobeuren, wo der bedeutende Klosterreformer nach seinem Tod als Heiliger verehrt wurde.
Mittelalterlicher Überlieferung zufolge soll Rupert 120 Jahre alt geworden sein, der Ottobeurer Abt starb am 15. August 1145 wohl im hohen Alter und wurde vielleicht um die Mitte des 11. Jahrhunderts geboren. Wo Ruperts geistliche Laufbahn begann – ob er als Benediktineroblate einem Kloster übergeben wurde oder ob er zur Erziehung an ein Kanonikerstift gelangte, kann nicht ermittelt werden. Eine Rupertsvita, die es gegeben haben muss, ist nicht überliefert.
Hinsichtlich der Herkunft Ruperts stellt die historische Forschung den Ottobeurer Abt zur schwäbischen Adelsfamilie der Herren von Ursin bzw. Irsee (bei Kaufbeuren), den späteren Grafen von Ursin-Ronsberg. Seit Anfang des 11. Jahrhunderts waren die Herren von Ursin Vögte des Klosters Ottobeuren, der Name „Rupert“ kommt hier als Leitname vor. Die Herren von Ursin hatten im Übrigen nicht nur Verbindungen zu den Welfen, sondern auch nach Hirsau und St. Georgen. Auch von daher kann die Einordnung des Ottobeurer Abts Rupert in die Ursiner Adelsfamilie Bestätigung finden. 
Der Gründungsbericht des St. Georgener Klosters erwähnt anlässlich des Eingreifens Wilhelms von Hirsau (1069–1091) im Vorfeld der St. Georgener Klostergründung bzw. der Verlegung der zu stiftenden Mönchsgemeinschaft von Königseggwald nach St. Georgen (1084) einen Hirsauer Mönch Rupert, der vielleicht mit dem späteren Abt identisch ist. Denkbar ist in der Tat, dass Rupert gemeinsam mit dem St. Georgener Abt Theoger (1088–1119) in Hirsau gelebt hat, was das spätere intensive Vertrauensverhältnis zwischen den beiden erklärt. Theoger, zuvor Prior im Hirsauer Priorat (Kloster-) Reichenbach, wurde dann im Jahr 1088 Abt von St. Georgen, Rupert könnte mit Theoger nach St. Georgen gekommen sein, gehörte jedenfalls vor 1102 dem dortigen Mönchskonvent an. Als Mönch des Schwarzwaldklosters hat Rupert dann die mitunter schwierige Aufbauphase erlebt, die die Mönchsgemeinschaft in St. Georgen zu meistern hatte, als Prior, als Zweiter nach dem Abt und dessen Stellvertreter, unterstützte er Theoger in jeder erdenklichen Weise bei den inneren und äußeren Angelegenheiten des Klosters. 
Der Wechsel Ruperts von St. Georgen nach Ottobeuren wurde von dem Ottobeurer Vogt Rupert (von Ursin) initiiert und erfolgte mit Einwilligung Theogers im Jahr 1102. Rupert war der erste St. Georgener Mönch, der Abt in einem anderen Kloster wurde, um dort die „monastische Ordnung wiederherzustellen“, eine Ordnung im Sinne der damaligen Partei der Kirchenreformer (St. Georgener Klosterreform).
Ottobeuren war – so will es die Überlieferung aus der Sicht der Kirchenreformer – vor der Ankunft Ruperts ein zerrissener Konvent, sein Abt Heinrich I. (1100–1102) ohne Durchsetzungsvermögen. Mit der erfolgten Wahl des St. Georgener Mönchs zum Ottobeurer Abt, mit der Zustimmung des Konvents zu Rupert aus St. Georgen begann die über 40-jährige Regierungszeit eines Abtes, der sein Kloster im Sinne der St. Georgener Reform umformte und – so scheint es – die Mönchsgemeinschaft dadurch auf eine neue Grundlage stellte. Rupert organisierte das monastische Leben in Ottobeuren neu, füllte den Konvent mit Mönchen aus anderen (Reform-)Klöstern auf, stellte neben die Vollmönche die Laienbrüder und gründete in Ottobeuren eine Frauengemeinschaft. Ottobeurer Skriptorium und Malschule nahmen sicher mit den Reformen einen neuen Anfang.
Eine Folge der neuen klösterlichen Disziplin war die wirtschaftliche Gesundung der Ottobeurer Mönchsgemeinschaft, die durch Schenkungen hauptsächlich von Seiten Adliger ihren Grundbesitz massiv erweitern konnte. Eine Folge der erweiterten wirtschaftlichen Grundlagen war auch die Vollendung des Klosterneubaus in Ottobeuren. Begonnen hatte der Um- bzw. Neubau der Klosteranlage zur Zeit Abt Adalhelms (1082–1094), zu Allerheiligen 1121 erfolgte die Weihe durch die Bischöfe Ulrich I. von Konstanz (1110–1127) und Hermann von Augsburg (1096–1133). 
Offensichtlich erwies sich das Zusammengehen von Abt und Vogt als tragfähige Grundlage für die Reform des Klosters Ottobeuren. Rupert war damit keiner der Kirchenreformer, die jeglichen weltlichen Einfluss auf eine geistliche Institution ausschließen wollten, vielmehr handhabte er die Reform seines Klosters eher pragmatisch und hatte damit offensichtlich Erfolg. Die vermuteten Verwandtschaftsbeziehungen zwischen Abt und Vogt spielten dabei sicher eine herausragende Rolle und führten dazu, dass sich der Einfluss der Vögtefamilie auf Ottobeuren festigte bzw. noch steigerte. 
Unklar bleibt weitgehend, wie sich Abt Rupert im Kräftedreieck zwischen Abtei, Bistum und Königtum verhalten hat, verhalten konnte. Das Kloster Ottobeuren war eine königliche Abtei, doch ist eine verstärkte Einflussnahme des Augsburger Bischofs seit dem 10. Jahrhundert nachweisbar. Das Königtum schied wegen des Investiturstreits weitgehend hinsichtlich einer eventuellen Einflussnahme auf die Mönchsgemeinschaft aus, doch stand das Bistum Augsburg unter der Leitung des königstreuen Bischofs Hermann. Offenbar hat es Abt Rupert aber weitgehend verstanden, das Kloster vor gegenreformerischen Kräften zu schützen und die St. Georgener Reform durchzuführen, sich nicht zuletzt stützend auf die Vögtefamilie der Herren von Ursin.
Die „Ottobeurer Chronik“ (Chronicon Ottenburanum) vermittelt noch etwas von der Heiligmäßigkeit Abt Ruperts. Sie erwähnt seine nicht auf uns gekommene Lebensbeschreibung, die wiederum die von Rupert bewirkten Wunder aufgeschrieben hatte. Sie erwähnt das Charisma Ruperts, der Ottobeuren zum Anziehungspunkt von „viel Volk“ machte. Der Tod des charismatischen Abtes im Jahr 1145 blieb daher in den Kreisen des Mönchtums nicht unbeachtet. Den Ottobeurer Mönchen galt Rupert als „außergewöhnlicher Vater des ganzen Ortes, ein ausgezeichneter Verursacher von Wundern“, wie ein Eintrag im Nekrolog des Klosters zum 15. August formuliert. 
Die Verehrung Ruperts als Heiliger setzte im Kloster Ottobeuren unter dem nachfolgenden Abt Isingrim (1145–1180) ein. Unter Isingrim wurde mit der Ottobeurer Chronik begonnen, wohl auch die verloren gegangene Rupertsvita aufgeschrieben. Das Ottobeurer Graduale (12. Jahrhundert) enthält Miniaturen der Äbte Rupert und Isingrim. Im Jahr 1270 wurden die Gebeine Ruperts in die Abteikirche überführt. Rupert prägte nicht nur durch seine lange Amtszeit als Abt also intensiv die Geschichte Ottobeurens im 12. Jahrhundert und darüber hinaus.